# Лежбиу, Антониу Маркеш
Анто́ниу Марке́ш Ле́жбиу (порт. António Marques Lésbio; 1639, Лиссабон — после 27 ноября 1709, Лиссабон) — португальский композитор и поэт эпохи барокко, автор религиозных барочных вилансику также известен своими произведениями для виолы, многие из которых не сохранились.

## Жизнь и творчество
Родился в Лиссабоне в 1639 году, где провёл всю свою жизнь и где умер 21 ноября 1709 года. Один из португальских композиторов, обладавший литературным и поэтическим даром. Первое музыкальное произведение сочинил в 14 лет, в 1653 году. Опус был представлен Жуану Суарешу Ребелу (João Soares Rebelo), музыкальному наставнику короля Жуана IV, пророчившему юноше большое будущее и славу одного из лучших контрапунктистов Португалии. В искусстве создания музыки был неподражаем. Известен как плодовитый автор музыки и текстов вилансику, но с 1660 года публиковал только тексты к ним, которые выпускал в виде летучих листков на церковные праздники 8 и 25 декабря и 6 января, что продолжалось до 1708 года. В конце 1679 года был назначен руководителем юных хористов королевской капеллы, а 2 ноября 1692 года сменил Мануэла Омена (Manuel Homem) на посту хранителя Королевской музыкальной библиотеки. 10 октября (или 15 января?) 1698 года указом короля был назначен капельмейстером королевской капеллы. Достижения композитора и капельмейстера были достойно оценены Педру II, его супругой Марией Софией Нейбургской и дочерью Жуана IV Екатериной Брагансской. На этом посту сменил покинувшего Португалию Филиппа да Мадре де Деуш (Filippe da Madre de Deus). Барбоза Машаду, автор справочника «Лузитанская библиотека» (Bibliotheca Lusitana), из произведений композитора выделил 2 псалма, Мизерере для 8 голосов, Плач Иеремии (lamentações) для 12 голосов, Респонсории Страстной утрени для 8 и 12 голосов и несколько мотетов.

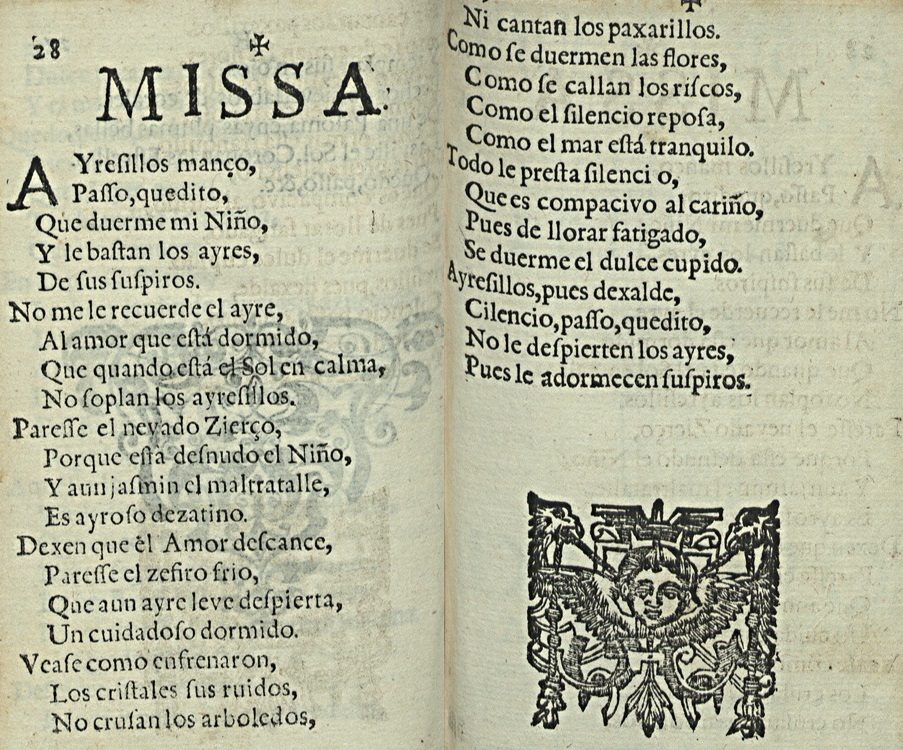
А. М. Лежбиу. Рождественский барочный вильянсико Ayresillos manços

Очевидно, творческий псевдоним Lésbio (Лесбиец — от названия острова Лесбос) впоследствии стал восприниматься в качестве фамилии. Был активным членом одного из первых литературных обществ Португалии — «Академии особенных» (Academia dos Singulares, 1663—1665). С 4 октября 1663 года по 19 февраля 1665 года состоялось 36 заседаний данного литературного общества, из которых Антониу Маркеш (тогда ещё не использовал псевдоним Лежбиу) пропустил 7. В двухтомном издании сочинений особенных академиков (Singulares Academicos) имя поэта передавалось в двух вариантах орфографии: в первом томе преобладали форма Antonio Marques Cantor da Capella Real и сочинения на португальском языке, во втором — Antonio Marquez и стихи на испанском языке. Из поэтических форм предпочтение отдавалось децимам, романсам и сонетам. Как справедливо отметил Роберт Стивенсон (Robert Stevenson), поэт дважды избирался председателем собраний общества и поэтому, согласно регламенту Академии, дважды произносил вступительные речи: 9 декабря 1663 года на 7-м заседании и 5 февраля 1665 года на 34-м заседании. По правилам литературного общества, с ответными хвалебными стихами выступали другие особенные академики. Помимо того была издана поэма «Звезда Португалии» (Estrela de Portugal).

## Издания
- Lésbio A. M. Vilancicos e Tonos :  [порт.] / António Marques Lésbio, ed. José Augusto Alegria. — Lisboa : Fundação Calouste Gulbenkian, 1985. — 146 p. — (Portugaliæ Musica ; т. XLVI). — ISBN 9789726660026.  (исп.)  (лат.)  (англ.)

Поэзия и выступления в «Академии особенных»
- Academias dos Singulares de Lisboa : Dedicadas a Apollo :  [порт.] : in 2 vol.. — Lisboa : na Officina de Henrique Valente de Oliveira, 1665. — Vol. 1. — 365 p.
- Academia dos Singulares de Lisboa : Dividida em dezoito concursos, em que se inclue hum Certamen Academico. Dedicada a dom Ioseph Lvis de Lancastro Conde de Fiqueiró :  [порт.] : in 2 vol.. — Lisboa : Na Impressaõ de Antinio Craesbeeck de Mello, 1668. — Vol. 2. — 425 p.